# Magic (álbum de B'z)
Magic é o décimo sétimo álbum da banda japonesa de hard rock B'z, que foi lançado em 18 de novembro de 2009 pela Vermillion Records. A edição limitada contém com um DVD com o vídeo "Magical Backstage Tour 2009" (com imagens da gravação do álbum, performances ao vivo no Summer Sonic Festival de 2009 e mais.
Para o álbum, foram lançados dois singles: "Ichibu to Zenbu/Dive" e "My Lonely Town". "Ichibu to Zenbu" foi usado como tema de abertura do programa Buzzer Beat, da Fuji Television. Já "Dive", foi utilizada na propaganda do Suzuki Swift.
Outras canções do álbum foram usadas em algumas mídias: a faixa "Pray" serviu como tema do filme japonês Tajomaru, lançado no Japão em setembro de 2009. A faixa "Long Time No See"  também seria usada como tema de Salaryman Kintaro 2, que será levado ao ar em janeiro de 2010 na TV Asahi.
Magic começou já na 1ª colocação na parada semanal de álbuns da Oricon vendendo inicialmente cerca de 341.000 cópias. Também estreou no topo da Billboard Japan Top Albums. A RIAJ certificou o álbum como platina-duplo ao alcançar a marca de 500.000 cópias vendidas. Foi classificado como o 13° álbum mais vendido de 2009 no Japão.

## Produção e gravação
A banda começou a trablhar no álbum após umas férias no Havaí para descansar da turnê de um ano do aniversário de 20 anos da banda.
O Álbum também contou com músicos bastante conhecidos no processo de gravação: Chad Smith do Red Hot Chili Peppers na bateria e Juan Alderete do The Mars Volta no baixo.
O DVD incluso na edição limitada contém o documentário "Magical Backstage Tour 2009" que acompanha a banda conforme eles gravam nos Estados Unidos e no Japão. Performances ao vivo de julho a agosto de 2009 também estão inclusos, assim como a performance deles no festival de música japonesa Summer Sonic Festival.
Um programa de rádio com canções do álbum intercaladas com comentários da própria banda foi disponibilizado na internet pela rádio e alcançou a marca de 10.000 ouvintes no primeiro dia de disponibilidade da versão gravada do programa.
A faixa de abertura, "Introduction", é um instrumental de guitarra composta para combinar com o começo da segunda faixa, "Dive".

## Faixas
Todas as letras por Koshi Inaba, todas as faixas compostas por Tak Matsumoto, com arranjos por Koshi, Tak e Hideyuki Terachi
| N.º            | Título                                                                       | Duração |  |
| 1.             | "Introduction" (Introdução)                                                  | 0:37    |  |
| 2.             | "Dive" (Mergulhe)                                                            | 2:59    |  |
| 3.             | "Time Flies" (O tempo voa)                                                   | 3:21    |  |
| 4.             | "My Lonely Town" (Minha cidade solitária)                                    | 3:37    |  |
| 5.             | "Long Time No See" (Há quanto tempo)                                         | 3:11    |  |
| 6.             | "Ichibu to Zenbu (イチブトゼンブ)" (Um e todos)                              | 4:11    |  |
| 7.             | "Pray" (Rezar)                                                               | 4:45    |  |
| 8.             | "Magic" (Mágica)                                                             | 4:07    |  |
| 9.             | "Mayday!"                                                                    | 4:03    |  |
| 10.            | "Tiny Drops" (Gotas pequeninas)                                              | 4:05    |  |
| 11.            | "Dare ni mo Ienē (だれにも言えねぇ)" (Não posso contar pra ninguém)          | 3:22    |  |
| 12.            | "Yume no Naka de Aimashō (夢の中で逢いましょう)" (Vejo você nos meus sonhos) | 3:17    |  |
| 13.            | "Freedom Train" (Trem da liberdade)                                          | 4:07    |  |
| Duração total: | Duração total:                                                               | 45:42   |  |

## Músicos
- Tak Matsumoto  - Guitarra
- Koshi Inaba  - Vocais

### Membros adicionais
- Shane Gaalas  - Bateria nas faixas 3, 4, 7, 8, 9, 10, 11, 12, 13
- Chad Smith - Bateria nas faixas 2, 5, 6
- Barry Sparks - Baixo nas faixas 3, 4, 7, 8, 9, 10, 11, 12, 13
- Juan Alderete - Baixo nas faixas 2, 5, 6
- Takanobu Masuda - Teclado faixas 2, 8, 9
- Akira Onozuka - Piano na faixa 10
- Kenichiro Naka e Osamu Ueishi - Trompete nas faixas 9, 12, 13
- Watanabe Fire - Saxofone nas faixas 9, 12, 13
- Azusa Tojo - Trombone nas faixas 9, 12, 13